# Jerzy Kurek
Jerzy Kurek (ur. w 1923 w Hropaczewie, zm. 14 lutego 1945 pod Żabinem) – oficer, uczestnik II wojny światowej w szeregach ludowego Wojska Polskiego. Kawaler orderu Virtuti Militari.
Syn Edmunda Kurka, robotnika mieszkającego z rodziną na Śląsku. W 1942 roku jako Ślązak został przymusowo wcielony do armii niemieckiej. Skierowany został na front wschodni. Przebywając na terytorium ZSRR, skorzystał ze sprzyjających okoliczności i przeszedł na stronę Armii Czerwonej.
Jako Polak w grudniu 1943 roku wstąpił w szeregi armii polskiej utworzonej w ZSRR. Służbę pełnił w 4 kompanii 2 batalionu 5 Pułku Piechoty wchodzącego w skład 1 Armii Wojska Polskiego. Wraz z 5 PP przeszedł szlak bojowy przez ziemie polskie. Po zdobyciu Warszawy przez żołnierzy ludowego Wojska Polskiego i Armii Czerwonej uczestniczył w defiladzie ulicami stolicy. Następnie brał udział w walkach na Wale Pomorskim. Poległ w walkach pod Żabinem. Za męstwo wykazane w czasie walk został odznaczony Srebrnym Krzyżem Orderu Virtuti Militarii.

## Ordery i odznaczenia
- Virtuti Militari V klasy (pośmiertnie)[3]